# Stadionul Republicii
Het Stadionul Republicii was een multifunctioneel stadion in Boekarest, Roemenië. Bij de opening van het stadion in 1926 heette het stadion Stadionul Oficiul Național de Educație Fizică. In het stadion was er plaats voor 28.026 toeschouwers. Het werd vooral gebruikt voor voetbalwedstrijden.